# Eisenbahn-Romantik
Eisenbahn-Romantik ist eine Fernsehsendung des SWR. Gezeigt werden eisenbahnbezogene Reportagen, deren Inhalte sich von Berichten über Bahnstrecken, Schienenfahrzeuge und Museumsbahnen des deutschsprachigen Raums sowie Modellbahnausstellungen und -messen bis hin zu internationalen Strecken- und Länderportraits erstrecken. Politik und Kritik bleiben nicht ausgespart, die Serie thematisiert auch Streckenstilllegungen, umstrittene Modellplanungen, verzögerte Wiederaufbauvorhaben oder gelungene Nahverkehrskonzepte. Moderiert wurde die Sendung seit Beginn bis 2015 von Hagen von Ortloff. Neue Folgen ab 2016 werden ohne Moderator produziert.

## Geschichte
Die Sendereihe wurde am 7. April 1991 vom SDR als Pausenfüller im dritten Fernsehprogramm Südwest 3 gestartet. Da sie die erste Sendereihe speziell für Eisenbahnfreunde war, wurde sie vom Publikum so gut angenommen, dass die Sendezeit gelegentlich auf eine halbe bis dreiviertel Stunde verlängert wurde.
Ab 1994 hatte Eisenbahn-Romantik einen festen halbstündigen Sendeplatz. Seit dem Jahr 2013 wird Eisenbahn-Romantik montags bis freitags (Feiertage ausgenommen) ausgestrahlt, neue Folgen werden momentan freitags gesendet, an den anderen Tagen Wiederholungen. Mehrmals jährlich gibt es Sondersendungen mit bis zu zwei Stunden Länge. Zu den Sondersendungen gehören auch „XL“-Folgen, die meist eine längere Fassung einer regulären Folge oder ein Zusammenschnitt zweier Folgen sind.
Nach der Fusion von SDR und SWF zum SWR im Jahre 1998 musste die gesamte Redaktion von Stuttgart nach Baden-Baden umziehen. 2024 teilte der SWR mit, dass die Redaktion auf Grund von Etatkürzungen 2026 aufgelöst wird.
Die derzeitige durchschnittliche Einschaltquote liegt bei etwa einer Million Zuschauer.

## Ausstrahlung auf anderen Sendern
Eisenbahn-Romantik wird nicht nur im SWR Fernsehen gesendet, sondern kam auch regelmäßig in den Programmen NDR Fernsehen (montags um 13:30 Uhr, zuletzt 29. August 2016), hr-fernsehen (montags und dienstags um 14:00 Uhr, zuletzt 14. Januar 2014) und MDR Fernsehen (samstags um 15:00 oder 15:30 Uhr, später 11:30 bis Ende 2014). Meistens wurden Folgen aus dem Archiv ausgestrahlt; beim Hessischen Rundfunk handelte es sich montags jedoch um eine Wiederholung der aktuellen Sendung (nicht während der Sendepause im SWR). Die Sender rbb Fernsehen, SR Fernsehen und 3sat zeigen unregelmäßig mehrere Folgen, oft im Rahmen von Themenabenden. Auch auf YouTube werden einzelne Folgen vom Sender bereitgestellt.

## Mit dem Zug …
Die ARTE-Sendung Mit dem Zug … (französischer Titel Un billet de train …) enthält Filme aus dem Eisenbahnromantik-Fundus, die für die Ausstrahlung von der Redaktion etwas umgearbeitet werden (u. a. ohne Anmoderation). Seit 2011 zeigt ARTE auch Aufnahmen des SWR in Erstausstrahlung. Die Titel der Episoden werden sowohl in der deutschen als auch in der französischen Fassung jeweils thematisch bezogen ergänzt, beispielsweise Mit dem Zug durch Thailands Westen oder Mit dem Zug zwischen Iser- und Riesengebirge.

## Produktion
In der Regel werden die Folgen aufgezeichnet. Die gelegentlich stattfindende Sondersendung Lange Nacht der Eisenbahn-Romantik, eine auf mehrere Stunden verlängerte Version, wird live übertragen. Diese Sendereihe wird nicht mehr ausgestrahlt. Neben der üblichen Vorführung von (Kurz-)Reportagen unterhielt sich Hagen von Ortloff in diesen Sonderausgaben im Studio mit interessanten Eisenbahnfreunden und Modelleisenbahnern.
Die Beiträge wurden bis zur Folge 999 meistens von Joachim Jung gesprochen, der sich diese Aufgabe in den früheren Folgen mit Peter Schurr teilte.
Seit dem 25. September 2005 wird die Sendung im 16:9-Format produziert und ausgestrahlt. Im Jahr 2016 erhielt die Sendung einen neuen Vorspann samt leicht modernisierter Titelmelodie.
Leiter der Redaktion ist seit 2017 Harald Kirchner, der sich beim SWR mit dem Bereich „Verkehr/Verkehrspolitik“ beschäftigt.

## Titelmusik und Logo
Das Lied Sentimental Journey von Les Brown wird immer zu Beginn und meistens auch am Schluss beim Abspann der Sendung gespielt. Die Dampflok 99 633, eine württembergische Tssd der Öchsle-Schmalspurbahn, ist seit der Erstsendung 1991 im Vorspann der Sendung zu sehen. Außerdem ist sie im Logo der Sendung abgebildet. Seit 2016 wird die ebenfalls auf dem Öchsle stationierte 99 788 im Vorspann gezeigt.

## Eisenbahn-Romantik-Club
Für besonders interessierte Fans (inklusive Familienmitglieder gegen geringen Aufpreis) wurde der Eisenbahn-Romantik-Club gegründet, mit eigenem Magazin Züge (Verlagsgruppe Bahn) und Fan-Shop (vergünstigte DVDs und Eisenbahnreisen der IGE Erlebnisreisen GmbH). Spezielle Eisenbahn-Romantik-Reisen wurden oft Gegenstand einer Eisenbahn-Romantik-Folge. Seit 2021 wird als Ersatz für die eingestellte Zeitschrift Züge die Zeitschrift Eisenbahn-Romantik angeboten. Seit 2024 wird der Club in der TV-Sendung im Internet nicht mehr erwähnt. Hagen von Ortloff begleitet bzw. vermarktet jedoch unabhängig von der Sendung Eisenbahnreisen zusammen mit dem Veranstalter IGE Erlebnisreisen.

## Begleitende Medienangebote
Seit Herbst 2014 erscheint in der Verlagsgruppe Bahn (VGB) eine Vierteljahres-Zeitschrift unter dem Titel Eisenbahn-Romantik. 2020 wurde die VGB von der Funke Mediengruppe an das Verlagshaus GeraNova Bruckmann verkauft.
2017 erschien das Buch Eisenbahn-Romantik von Bernhard Foos.

## Sonderfahrten
Bei Gelegenheit werden Sonderfahrten – meist mit historischen Zügen und Dampftraktion – im In- und Ausland organisiert und durchgeführt. Dabei produziertes Bildmaterial füllt dann die nächste(n) Sendung(en). Ein- oder mehrtägige Fahrten führten bisher beispielsweise bis nördlich des Polarkreises, nach Großbritannien oder durch die französischen, Schweizer, italienischen und österreichischen Alpen sowie in den ehemaligen nahen Ostblock.

## Ähnliche Sendungen
Eine gleichfalls halbstündige und ähnliche konzipierte, aber monatliche Magazinsendung mit gleichgelagerten Themenschwerpunkten unter besonderer Berücksichtigung Mitteldeutschlands wurde bis Dezember 2009 vom MDR in 99 Folgen unter dem Namen Bahnzeit produziert und ausgestrahlt. Der MDR bietet unter Auf kleiner Spur Modellbahnthemen und Auf schmaler Spur bahnverwandte Themen mit besonderer Betonung schmalspuriger Eisenbahnstrecken.
Monatlich strahlte BR-alpha im Programmfenster Alpha Österreich die von Bob Symes produzierte und teilweise moderierte 45-minütige Sendung Bahnorama mit Schwerpunkt Österreich aus; sie wurde 2014 eingestellt.
Von 1995 bis 2013 lief Die schönsten Bahnstrecken Deutschlands als „Lückenfüller“ im Nachtprogramm des ARD-Fernsehens. Dabei wurden unkommentiert aufgezeichnete Führerstandsmitfahrten ausgestrahlt, die Eisenbahnstrecken aus der Sicht des Lokführers zeigten.
Bahnwelt TV bietet Abrufvideos für Eisenbahnfreunde und stellt seit Dezember 2008 jeden Monat eine Sendung mit Themen aus der Bahntechnik, der Bahnnostalgie, über Reiseziele und von der Modelleisenbahn online.
Von 2006 bis 2016 gab es in der Schweiz die Sendereihe Volldampf im Programm von Telebasel. Bis zur Einstellung des Senders Bahn TV wurden einzelne Beiträge innerhalb der Serie Bahnen der Welt ausgestrahlt. Der Themenschwerpunkt von Volldampf liegt in der Schweiz.